# Fernando od Rohasa
Fernando od Rohasa (шп. Fernando de Rojas, Montalban, Toledo, 1465/73 — Talavera de la Reina, Toledo, 1541) bio je španski pisac i dramaturg, poznat po svom jedinom sačuvanom delu Selestina (prvobitan naziv je Tragicomedia de Calisto y Melibea) prvi put objavljenim 1499. godine. Rohas je bio uspešan advokat i postao gradonačelnik mesta Talavera de la Reina, gde je živeo poslednje tri decenije svog života.

## Biografija
Rohas je rođen u Montalbanu (Toledo) u porodici jevrejskog porekla. Savremeni dokumenti se odnose na Rohasa kao „preobraćenog”, ali akademska mišljenja se razlikuju u zavisnosti od toga da li je on sam prešao iz judaizma u hrišćanstvo ili se termin odnosi na to da je bio od „preobraćenog” pretka. Jevrejsko poreklo nije bila prepreka za društveni napredak, a Rohasova porodica je bila posmatrana kao gospoda najmanje tri generacije. Međutim, preobraćena porodica je živela pod senkom inkvizicije i bili su optuženi da su tajno praktikovali judaizam.
Rohas je studirao pravo na Univerzitetu u Salamanki, a diplomirao je oko 1498. godine. Na fakultetu je počeo da piše Selestinu (prvobitan naziv je Tragicomedia de Calisto y Melibea) koja je objavljena 1499. godine. Rad je opisivan kao drama, dramatična poema, roman sa dijalozima. Nikad nije izvođena tokom njegovog života, ali većina savremenih naučnika smatra da je to ipak drama. Opisuje ljubavnu aferu sa mnogo neprimerenih i komičnih detalja, pre tragičnog kraja. Naučnica Doroti Severin piše da se može smatrati kao poslednje delo španskog srednjeg veka ili kao prvo delo španske renesanse. Koliko je poznato ovo je jedino Rohasovo knjizevno delo. Pisac Kit Gregog naziva Selestinu veoma uticajnim, Rohasovim jedinim književnim nasleđem.
Po povratku u porodičnu kuću, nakon napuštanja Univerzteta, Rohas je našao svoju rodbinu pod lupom inkvizicije. Međutim, on sam nikad nije optužen za judaizam. Mnogi „preobraćenici” su odlučili da se venčaju članovima porodica „pravih” hrišćana. U njegovo vreme mnoge plemenite porodice su bile mešovitog hrišćanskog i jevrejskog porekla, kao što je bio Tomas de Torkemada, prvi veliki španski inkvizitor. Međutim, Rohas je bio oženjen u drugu „preobraćenu” porodicu. Njegova supruga je bila Leonor Alvarez de Montalban. Imali su 4 sina i 3 ćerke.
Oko 1507. godine Rohas se preselio u grad Talavera de la Reina, gde se bavio advokaturom. Kada je njegov tast, Alvaro de Montalban, bio optužen za tajni povratak judaizmu 1525. godine, inkvizicija nije dozvolila Rohasu da mu bude advokat, ali to je očigledno bilo zbog statusa Rohasa kao „preobraćenog”, a ne zbog sumnje da bi tajno mogao da se bavi judaizmom. Bilo mu je dozvoljeno da tajno svedoči u Montalbanovu korist i optužba je povučena. Rohas je služio kao gradonačelnik grada Talavera de la Reina tridesetih godina petnaestog veka.

## Selestina
Selestina (ovaj naziv se ustalio nakon italijanskog prevoda 1506. godine), po opšte prihvaćenom mišljenju, jedno je od tri neprevaziđena remek-dela španske književnosti. Međutim, sjaj njene slave nije u jednakoj meri obasjao i njenog tvorca, Fernanda od Rohasa. Takvo stanje stvari može se bez sumnje pripisati tome da su biografske činjenice o Rohasu, sve do skoro, bile retke ili nepostojeće.
Doživljava se kao specifična hibridna forma, preobimna za scensko izvodjenje i suviše dramska kako bi je smatrali romaneskim štivom. Ni pikarski roman u pravom smislu, ni humanistička drama u širem, pre svega je opera aperta. Neki smatraju da je to „poslednji rad španskog srednjeg veka ili prvo delo španske renesanse”.
Rohas je napisao Selestinu još kao student. Nakon diplomiranja bavio se advokaturom i nije poznato da je napisao još neka književna dela, iako je Selestina ostvarila veliki uspeh tokom njegovog života. Uprkos poteškoćama sa inkvizicijom zbog njegovog jevrejskog porekla,
za Rohasa je Selestina predstavljala neophodan lični odgovor na brutalan napad kojim ga je život nezaslužno „nagradio”. Vrativši društvu u kom je živeo milo za drago, Rohas navlači konformističku masku: naplatio je dug, jedan stvarni užas pretočio je u drugi, književni.

## Literatura
- Alan Deyermond: Historia de la literatura española I. Ariel. Barcelona, 1979.
- Francisco Rico: Historia y crítica de la literatura española. Edad Media I. Crítica. Barcelona, 1979.
- María Rosa Lida de Malkiel: La originalidad artística de La Celestina. Eudeba. Buenos Aires, 1962.

## Spoljašnje veze
- Fernando de Rojas на сајту Пројекат Гутенберг (језик: енглески)
- Fernando od Rohasa на сајту Internet Archive (језик: енглески)